# ガブリエラ・オルボソバ
ガブリエラ・オルボソバ（Gabriela Orvošová、2001年1月28日 - ）は、チェコの女子バレーボール選手。ポジションはオポジット。チェコ代表。

## 来歴
- クラブチーム

オロモウツ出身。2015年、VK UP Olomoucに入団。5年間在籍し、チェコ国内リーグでは優勝1回、準優勝3回、チェコカップでは3回優勝の成績を残した。2020年6月、ポーランドのBKSスタル・ビェルスコ＝ビャワとの契約が発表され、2年間プレーした。2022年7月、KSディヴェロプレス・ジェシュフへの移籍が発表され、2022/23シーズンのタウロンリーガで準優勝、欧州チャンピオンズリーグに出場しベスト8となった。2023/24シーズンも同チームでプレーし、タウロンリーがで準優勝した。2024年5月、イタリアのローマ・バレークラブへの移籍が発表され、2024/25シーズンはイタリアセリエA1リーグに出場している。
- 代表チーム

アンダーカテゴリーの代表を経て2018年、シニア代表に初選出。2019年のヨーロッパリーグで金メダルを獲得した。同年8月の東京五輪大陸間予選に出場した。2021年、欧州選手権に出場した。2022年、ヨーロッパゴールデンリーグで銀メダルを獲得した。同年9-10月の世界選手権に出場した。2023年、欧州選手権に出場し8位となった。同年9月のパリ五輪予選に出場した。2024年、チャレンジャーカップに出場し優勝に貢献した。

## 球歴
- 世界選手権 - 2022年
- 東京五輪予選 - 2019年
- パリ五輪予選 - 2023年
- 欧州選手権 - 2019年、2021年、2023年
- チャレンジャーカップ - 2019年、2022年、2024年

## 所属クラブ
- VK UP Olomouc（2015-2020年）
- BKSスタル・ビェルスコ＝ビャワ（2020-2022年）
- KSディヴェロプレス・ジェシュフ（2022-2024年）
- ローマ・バレークラブ（2024-）